# Estação Julián Besteiro
Julián Besteiro é uma estação da Linha 12 do Metro de Madrid . O nome da estação é uma homenagem ao político espanhol Julián Besteiro (1870-1940).